# NGC 62
NGC 62 là một thiên hà xoắn ốc trong chòm sao Kình Ngư, được phát hiện bởi Édouard Stephan từ Pháp vào ngày 8 tháng 10 năm 1883. 